# Coteau-du-Lac
Coteau-du-Lac é uma cidade localizada na província de Quebec no Canadá.